# 정명환 (배우)
정명환(1960년 8월 22일~2025년 5월 8일)은 대한민국의 배우이자 연극인 겸 영화인이다.
1980년, 연극 배우로 첫 데뷔한 이래 1986년부터 MBC 문화방송 공채 18기 탤런트로 정식 데뷔하였으며 1988년에는 영화 《둥지 속의 철새》의 단역을 통하여 영화 배우로 데뷔하였고 이듬해인 1989년, 영화 《모래성》에 단역 출연하였으며 이후 텔레비전 연기자로서 MBC 문화방송, KBS 한국방송공사, SBS 서울방송, EBS 한국교육방송공사 드라마에서 주연과 조연과 단역을 두루 배역하였다.
2025년 5월 8일, 자택에서 급성 심근경색으로 별세하였다.

## 출연작

### 드라마
- 1986년 MBC 《MBC 베스트셀러극장 - 독도수비》
- 1987년 MBC 《푸른 교실》
- 1988년 MBC 《조선왕조 오백년 - 한중록》- 나경언 역
- 1989년 MBC 《MBC 베스트셀러극장 - 임진강》
- 1989년 MBC 《독도 수비대》- 최대업 역
- 1989년 MBC 《서울 시나위》
- 1989년 KBS 《울밑에 선 봉선화》
- 1990년 MBC 《김형사 강형사》
- 1990년 MBC 《우리들의 천국》 - 오성대 역
- 1990년 MBC 《조선왕조 오백년 - 대원군》 ... 조선 헌종 역
- 1991년 MBC 《여명의 눈동자》 ... 강균 역
- 1992년 KBS 《가시나무 꽃》
- 1992년 KBS 《비 오는 날 오후》
- 1993년 MBC 《제3공화국》 ... 민주공화당 국회의원 김재순 역
- 1993년 MBC 《파일럿》 ... 대한항공 B727 B747 항공기관사 김광수 역
- 1993년 MBC 《한지붕 세가족》
- 1993년 SBS 《우리 식구 열다섯》
- 1994년 SBS 《도깨비가 간다》
- 1994년 KBS 《딸부잣집》
- 1995년 KBS 《내 사랑 유미》
- 1995년 SBS 《모래시계》 ... 박창민 역
- 1995년 SBS 《코리아게이트》 ... 남효주 역
- 1996년 MBC 《가슴을 열어라》
- 1996년 MBC 《사랑한다면》
- 1997년 SBS 《꿈의 궁전》
- 1997년 KBS 《파랑새는 있다》 - 정승익(정 전무) 역
- 1997년 KBS 《전설의 고향》
- 1998년 SBS 《백야 3.98》
- 1998년 MBC 《해바라기》
- 1999년 MBC 《허준》 ... 포도청 종사관 배천수 역
- 2000년 SBS 《경찰특공대》 ... 특전사 출신 테러리스트 홍태섭 역
- 2000년 MBC 《엄마야 누나야》
- 2000년 MBC 《에어포스》 ... 제19전투비행단 156대대 이준기 소령 역
- 2001년 MBC 《상도》 ... 의주 만상 본전 대행수 → 본전 도방 김두관 역
- 2002년 KBS 《새엄마》 ... 교회 목사 역
- 2003년 SBS 《태양 속으로》
- 2004년 MBC 《빙점》 ... 변호사 역
- 2005년 MBC 《봄날의 미소》 ... 의사 역
- 2005년 MBC 《제5공화국》 ... 신민당 김영삼 총재 비서실장 김덕룡 역
- 2005년 MBC 《신돈》 ... 고려 무신 조일신 역
- 2006년 SBS 《연개소문》 ... 중국 수나라 장군 내호아 역
- 2007년 MBC 《이산》 ... 김귀주 역
- 2014년 TV조선 《불꽃 속으로》 ... 야마모토 역

### 시트콤
- 1993년 MBC 《김가이가》
- 1995년 MBC 《두 아빠》

### 연극
- 《세종대왕》 ... 효령대군 이보 역(주연)

### 영화
- 《둥지 속의 철새》
- 《모래성》
- 《후 아 유》 - BMX Rider 역

### 광고
- 1991년 대우국민차 라보
- 1993년 동서식품 맥스웰 커피믹스 - 짙은향기(캠프)

### 라디오 프로그램
- 2015년 EBS FM 《EBS 책 읽는 라디오 낭독 시리즈》